# Союз Євангелічно-лютеранських церков
Союз Євангелічно-лютеранських церков (рос. Союз Евангелическо-лютеранских церквей; абр. СЄЛЦ)- об'єднання лютеранських регіональних церков і громад на території колишнього Радянського Союзу, налічує 76. 000 членів (станом на 2010 рік). 

## Історія
СЄЛЦ є правонаступницею Євангелічно-Лютеранської Церкви (ЄЛЦ) в Російській імперії.
Перші лютеранські громади на російській землі існували вже в 16 столітті. У 1576 році Іван IV дозволив побудувати в Москві церкву (Михайлівський собор). Згодом церква поширилася по всій Російській імперії, а її конституційні права були закріплені прийняттям Статуту 1832 року.
У той час церква поділялася на дві консисторії — Московську і Санкт-Петербурзьку, які своєю чергою поділялися на провінції, які своєю чергою складалися з декількох церковних округів. Церковний округ складався з кількох громад.
З того часу церква заснувала власні навчальні заклади, а також дияконічні інституції.
Попри те, що у 1924 році було прийнято новий церковний устрій, визнаний радянською державою, у 1920-х роках посилилися репресії проти церкви. На початку 1930-х років численні церковні будівлі були експропрійовані, пастори страчені або заслані, так що центральні адміністративні структури більше не могли утримуватися. Закриття московської церкви св. Петра і Павла в 1938 р. також розглядається як кінець ЄЛЦ як організації. Востаннє єпископами були Теофіл Меєр (1924-1934) та Артур Мальмгрен (1924-1936), які разом обіймали посаду єпископа.
Залишилися окремі віруючі та групи. Фактична відбудова кірхи розпочалася у 1989 р. Першим єпископом НЄЛЦРН (тодішній суперінтендант Німецької Євангелічно-Лютеранської Церкви в Радянському Союзі) став преподобний Гаральд Калнінс з Риги, який вже з 1969 р. відвідував німецькі лютеранські громади в республіках Радянського Союзу. 13 листопада 1988 року в Ризі з державного дозволу Калнінс був висвячений на єпископа для російсько-німецьких лютеранських громад в Радянському Союзі. Двадцять провідних братів-проповідників, які зібралися в Ризі, схвалили кандидатуру Калніньша.
Згодом ці структури були запроваджені та укомплектовані кадрами в регіональних церквах ВРЦіРО. Після прийняття нового внутрішньоцерковного порядку, 25 серпня 1999 року Міністерство юстиції Російської Федерації підтвердило реєстрацію Євангелічно-Лютеранської Церкви в Росії, Україні, Казахстані та Середній Азії відповідно до Закону Російської Федерації від 1 жовтня 1997 року "Про свободу віросповідань та релігійні об'єднання". 

## Структура
Центральне церковне управління базується в Санкт-Петербурзі з 1992 року. Там же проживає і архієпископ. Головним храмом і єпископською церквою є костел Святого Петра.
Предстоятелі обласних церков разом з архієпископом та його заступником утворюють Архієрейську раду. Духовне керівництво вселенською церквою покладено на архієпископа.
Вищим органом прийняття рішень у вселенській церкві є Генеральний Синод, який збирається кожні 5 років.
Церковне керівництво — консисторія — складається з президії Генерального Синоду, двох членів Архієрейського Собору, архієпископа, його заступника і керівника Центральної церковної канцелярії. Головує архієпископ. Зазвичай консисторія збирається два-три рази на рік. 

## Керівництво
Духовним керівником є архієпископ Євангелічно-лютеранської церкви Росії (до 1999 року — єпископ), якого обирають на Генеральному синоді безстроково.
- 1989-1994 Гаральд Калниньш (з 1977 року — суперінтендент)
- 1994-2005 Георг Кречмар (з вересня 1994 по травень 1999 року — єпископ, у травні 1999 року зведений у сан архієпископа)
- 2005-2009 Едмунд Ратц
- 2009-2012 Август Крузе
- З 2014 - Дітріх Брауер (у 2012-2014 роках — виконувач обов'язків архієпископа)